# Long Island, Newfoundland (Bay of Exploits)
Long Island är en ö i Kanada.   Den ligger i provinsen Newfoundland och Labrador, i den östra delen av landet, 1 600 km öster om huvudstaden Ottawa. Arean är 6,8 kvadratkilometer. Ön ligger i bukten Bay of Exploits.
Terrängen på Long Island är platt. Öns högsta punkt är 139 meter över havet. Den sträcker sig 4,6 kilometer i nord-sydlig riktning, och 2,4 kilometer i öst-västlig riktning.